# نادي بنيارول لكرة السلة
نادي بنيارول لكرة السلة (بالإسبانية: Club Atlético Peñarol)‏ كان فريق كرة سلة أوروغوياني تأسس في سنة 1931 يقع مقره في مونتفيدو. تم حل الفريق في سنة 1997.

## الإنجازات
- كأس أمريكا الجنوبية لكرة السلة للأندية (1): 1983